# Sangobeg
Sangobeg (Schots-Gaelisch: Saingea Beag) is een kustdorp ongeveer 3 kilometer ten zuidoosten van Durness in de Schotse lieutenancy Sutherland in het raadsgebied Highland.